# Jean-Marie Roland de La Platière
Jean-Marie Roland, Visconde de la Platière (Thizy, 18 de Fevereiro de 1734 – Bourg-Beaudouin, 10 de Novembro de 1793) foi um economista e homem de estado francês durante o período da Revolução Francesa.

## Primeiros Anos
Precisando abrir mão de seu sonho de embarcar para as Índias, como desejava, devido a sua saúde, Jean-Marie Roland decide fazer carreira no comércio e manufaturas e entra logo para o corpo de inspetores das manufaturas. Em 1776, ele encontra a jovem Marie Jeanne Philipon, conhecida como Manon, vinte anos mais nova que ele. Roland, na época, é um economista bastante conhecido e respeitado, autor de diversos estudos voltados principalmente para as manufaturas e colaborador da "Encyclopédie". Homem honesto, rigoroso, severo até, grande trabalhador, Roland pede a mão de Manon que o encantou. O casamento, no entanto, não acontece em seguida já que o pai de Manon recusa dar sua autorização. Em 1780, quando é nomeado inspetor das manufaturas de Amiens, Roland consegue desposar Manon, que lhe dá uma filha, Eudora.

## O Estudo da Indústria
Interessa-se inicialmente por sua região do Beaujolais e expande seu interesse até Ardèche, onde a usina de seda criada por Jean Deydier foi construída, em 1669, utilizando as inovações técnicas bolonhesas da Família Benay, já presentes desde o século XVI no burgo próximo de Perussin. A usina mecaniza-se em 1752, como manufatura real, utilizando trabalhos mecânicos e empregando até 2000 operários em 1830.
Em suas "Encyclopédies méthodiques" de 1780 e 1784, julga que as máquinas muito caras, complicadas, dependentes de componentes parisienses, encarecem o produto e observa que os produtores de seda do Piemonte italiano conseguem um produto mais barato, bem como a manufatura idêntica de Salon, na própria França.
Em sua obra, ele revela também que o Conselho Municipal da cidade de Lyon havia solicitado em 1670 a vinda do bolonhês Pierre de Benay (morto em 1690 sem descendência), que instalou-se em Fores, perto de Audenas, criando um estabelecimento modelo, formando alunos que se distribuíram por Privas e Chomerac, aí instalando sistemas mecanizados.
Instalando-se posteriormente em Amiens, ele publica diversas obras sobre a Arte do Fabricante de Tecidos de Lã, depois sobre a Arte do Fabricante de Veludo de Algodão. Com sua esposa, Roland realiza uma viagem de estudo até a Inglaterra. Nomeado em 1784, graças a Manon, inspetor das manufaturas de Lyon, ocupa este cargo quando explode a Revolução Francesa.

## Durante a Revolução Francesa

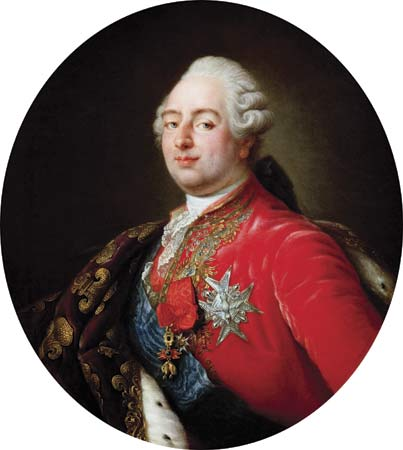
Retrato de Luís XVI de França
por Antoine François Callet - 1786
Museu Carnavalet.

Partidário de idéias novas, o inspetor das manufaturas foi eleito em 1790 para o Conselho Geral da Comuna da cidade de Lyon, que o envia até Paris no ano seguinte, a fim de demonstrar à Assembléia o estado deplorável do comércio e das manufaturas na região lionesa.
Na capital, onde permanece vários meses, liga-se aos girondinos, e frequenta o clube dos amigos da Constituição. No final do ano, o casal Roland instala-se definitivamente em Paris. Madame Roland, apaixonada também pela política, logo recebe em seu salão vários homens influentes da época. A partir daí, o partido girondino será criado na própria casa dos Roland e, graças às relações de sua esposa, Roland entra para o «Ministério Girondino», onde se torna Ministro do Interior. Seu aspecto burguês não deixa de chocar os cortesãos e hussardos do palácio. Em 10 de Junho de 1792, o Ministro endereça carta a Luís XVI, redigida por Manon, onde insta o rei a renunciar a seu poder de veto e a sancionar decretos. Tendo sua carta sido tornada pública, Roland é destituído em 13 de Junho, assim como Clavière.
O ministro, até então era favorável a uma monarquia constitucional. Após a Jornada de 10 de Agosto de 1792, a Assembléia Legislativa lhe restitui a pasta e ele volta a ser ministro. No posto quando dos Massacres de Setembro de 1792, distingui-se por sua inércia, só tomando medidas bastante tardias.
Eleito para a Convenção, Roland recusa sua cadeira de deputado, preferindo conservar sua pasta no Ministério. No entanto, após a abertura do famoso «Armário de Ferro», é o próprio Roland que tria os documentos descobertos. Os Montanheses o acusam de, desta forma, ter feito desaparecer papéis comprometedores para a Gironda. Sua atitude durante o processo contra o rei, quando tenta obter apelo público, aumenta ainda mais o ódio que lhe têm os Montanheses. Em 23 de Janeiro de 1793, cansado de todos esses ataques e também muito abalado pelas revelações de sua esposa, Manon, que lhe confessa seu amor por outro, Buzot, Roland pede demissão.

## Os últimos momentos
Retirado em sua pequena casa da Rue de la Harpe, o antigo ministro deseja deixar Paris, mas a Assembléia recusa a autorização e Manon não quer abandonar seu querido Buzot. A partir daí, seu destino está selado.
Seus violentos ataques contra os Montanheses e a Comuna de Paris fazem com que seja decretada sua prisão, junto com os girondinos, em 2 de junho de 1793. Roland recusa-se a segui-los, alegando que suas ordens são ilegais. Posto fora da lei, Roland consegue escapar e deixar Paris. Refugia-se em Ruão, na Normandia, na casa de duas senhoras solteiras que o abrigam com risco da própria vida. É onde fica sabendo, em 10 de Novembro de 1793, da execução de Manon. Após queimar seus papéis, pega sua bengala-espada, deixa seu refúgio e caminha em direção a Paris. Pela noite, toma uma trilha e mata-se com dois golpes da bengala-espada, contra uma árvore, antes de se empalar. Encontram sobre ele o seguinte bilhete: "Seja quem for que me encontre aqui jazendo, respeite meus restos; são os de um homem que morreu como viveu, virtuoso e honesto.".
Depois da morte de Jean-Marie Roland e de sua esposa, sua filha Eudora Roland foi recolhida por Jacques Antoine Creuzé-Latouche e depois por Louis-Augustin Bosc d'Antic.